# Veldlijn

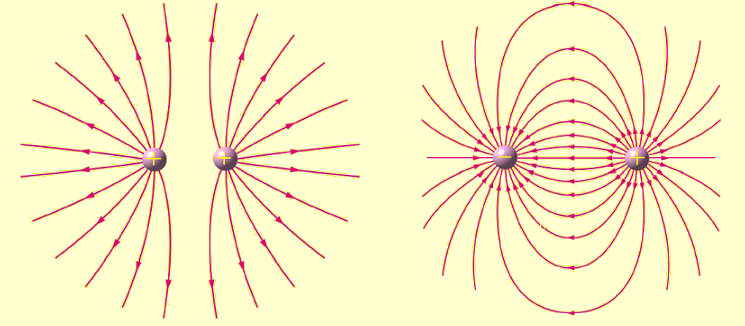
Links veldlijnen in een elektrisch veld van twee puntladingen met hetzelfde teken en rechts met een tegengesteld teken

Veldlijnen van een magneet rondom een staafmagneet

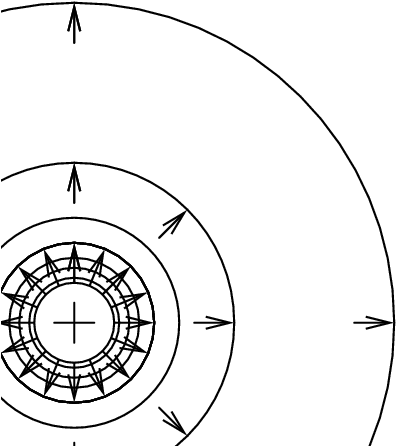
Bolvormige equipotentiaalvlakken in bijvoorbeeld een zwaartekrachtsveld of in een elektrisch veld om een elektrische lading

Een veldlijn, ook krachtlijn genoemd, is een onzichtbare lijn in een vectorveld die voor elk punt de richting van het vectorveld aangeeft: de raaklijn in een punt van een veldlijn geeft de richting van het veld in dat punt aan. Vectorvelden en veldlijnen worden in de wiskunde gedefinieerd, maar vooral in de natuurkunde toegepast. Krachtvelden zijn vectorvelden. Zij zijn driedimensionaal, maar worden in afbeeldingen meestal tweedimensionaal weergegeven.
Eén veldlijn kan niet de sterkte van het veld aangeven, maar uit de verzameling van veldlijnen kan men de gebieden aflezen waar het veld sterker is dan op andere plaatsen. De veldlijnen liggen in die gebieden dichter bij elkaar, waarbij hun onderlinge dichtheid, het aantal lijnen per oppervlakteenheid, evenredig is met de grootte van de vector, zodat het aantal veldlijnen door een oppervlak evenredig is met de flux. Een veldlijn begint en eindigt dan daar waar de divergentie van het vectorveld ongelijk is aan nul. Dit is vooral nuttig als deze punten een fysische betekenis hebben, zoals massa of lading.
Veldlijnen kunnen elkaar niet snijden, kruisen of raken doordat in zo'n raak- of snijpunt een oneindig grote fluxdichtheid, dus een oneindig grote veldsterkte zou gelden. In het geval van een model met ladingen gezien als  puntmassa's divergeren de veldlijnen uit een punt of convergeren ze naar het punt. Als het vectorveld een potentiaal heeft, zoals bij een conservatieve kracht, staan de veldlijnen van het vectorveld loodrecht op de equipotentiaalvlakken. Dat is bij bolvormige equipotentiaalvlakken om een elektrische lading te zien.
Veldlijnen worden vooral in de natuurkunde gebruikt gebruikt om een elektrisch, een magnetisch of een zwaartekrachtsveld mee uit te beelden. De veldlijnen van een elektrisch veld geproduceerd door twee puntladingen lopen anders wanneer de twee ladingen dezelfde of tegengestelde lading hebben. Ladingen met hetzelfde teken stoten elkaar af, terwijl ladingen met een verschillend teken elkaar aantrekken. Magnetische veldlijnen zijn denkbeeldige lijnen die een infinitesimaal kleine magnetische noordpool volgt als het wordt losgelaten in de buurt van de noordpool van een magneet. Dit definieert behalve de lijn ook een richting: buiten de magneet gaan ze van noord naar zuid en binnen de magneet van zuid naar noord. De dichtheid van de magnetische veldlijnen bepaalt hoe sterk het magneetveld is.